# Palazzo Gio Carlo Brignole
Il palazzo Gio Carlo Brignole è un edificio storico italiano, sito in piazza della Meridiana 2, nel centro storico di Genova. È uno dei Palazzi dei Rolli che furono designati, al tempo della Repubblica di Genova, a ospitare gli ospiti di alto rango durante le visite di stato per conto del governo genovese.
L'edificio è fra i 42 palazzi dei rolli selezionati e dichiarati Patrimonio dell'umanità dall'UNESCO il 13 luglio 2006.
È adibito a centro per eventi.

## Storia e descrizione
Ricostruito nel 1671 da Gio. Carlo Brignole (rollo 1664), annettendo al palazzo paterno alcune case di Gio. Luca De Franchi; rimane di proprietà della famiglia Brignole, anche abitazione di Giacomo Maria Brignole, ultimo doge della Repubblica di Genova oligarchica, sino a passare ai Durazzo a metà del secolo scorso.
Nella prima fase l'edificio, progettato dal "capo d'opera" Pietro Antonio Corradi, aveva ingresso su vico di Santa Maria degli Angeli, mentre la piazza attuale era occupata dai giardini. Con l'apertura di Strada Nuovissima (1778-1786, oggi via Cairoli) l'ingresso viene spostato nella posizione attuale e decorato con i due telamoni di Filippo Parodi nel 1671 che originariamente chiudeva Strada Nuova all'ingresso del Giardino Brignole.
Gli affreschi del piano nobile sono di Gregorio e del figlio Lorenzo De Ferrari, Flora, Prometeo che dà vita alla statua, Aurora, Diana in cerca di Endimione, mentre quelli della volta e del portico anteriore risalgono alla proprietà Durazzo, opera di Giuseppe Isola, così come la decorazione a grottesche dell'atrio superiore, opera di Federico Leonardi.

## Galleria d'immagini

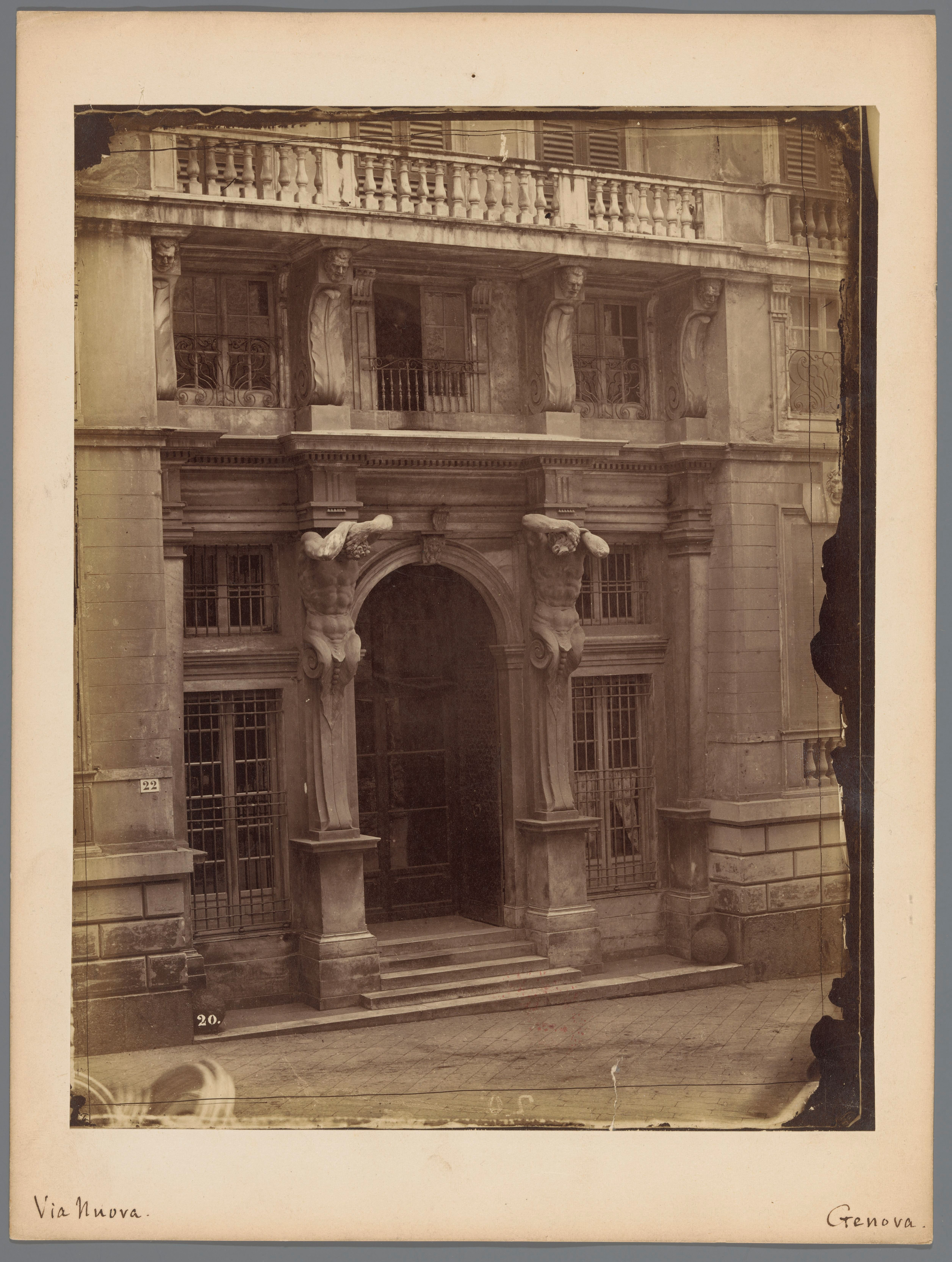
Il portale decorato con due telamoni in una foto del 1866
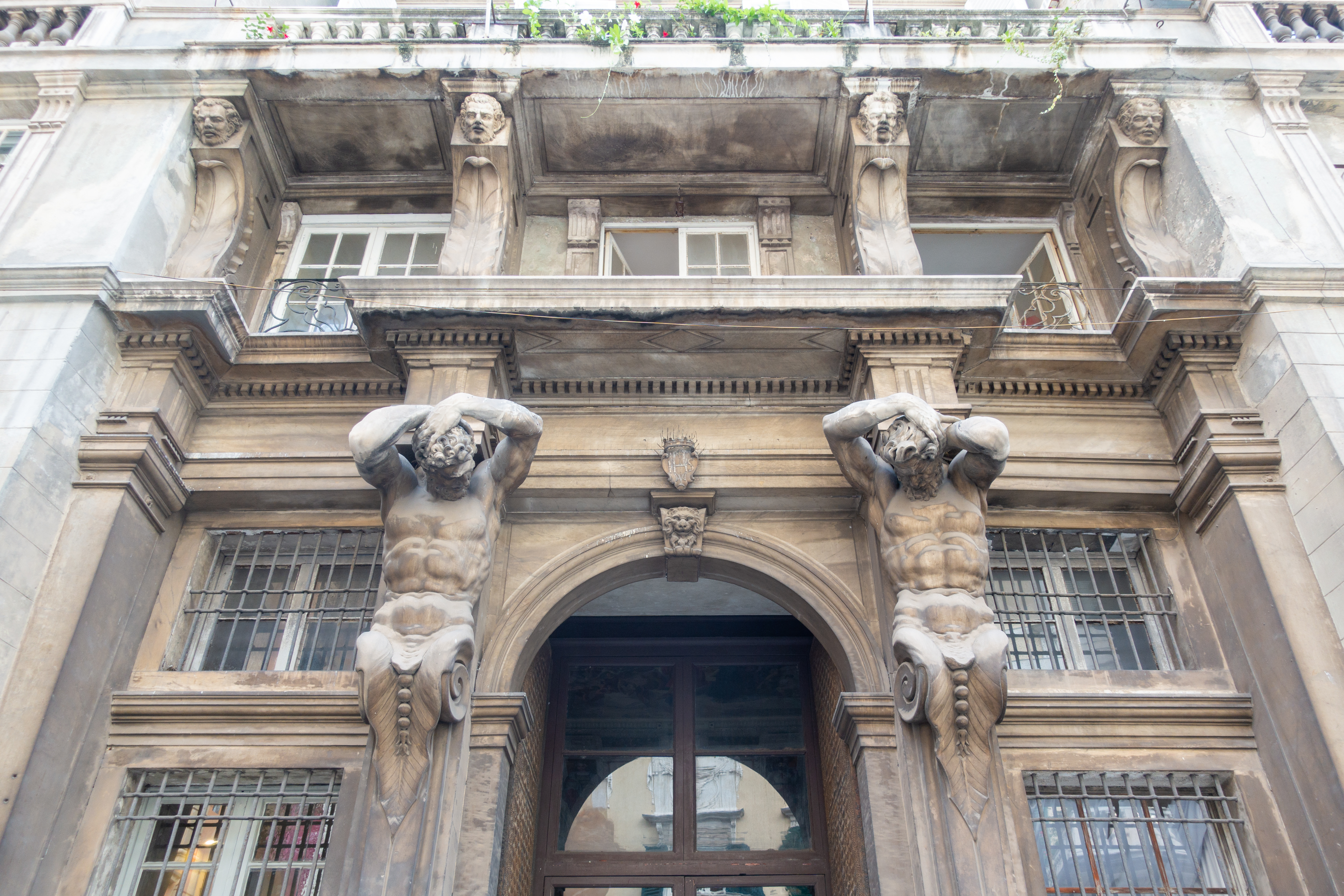
Il portale in una fotografia moderna
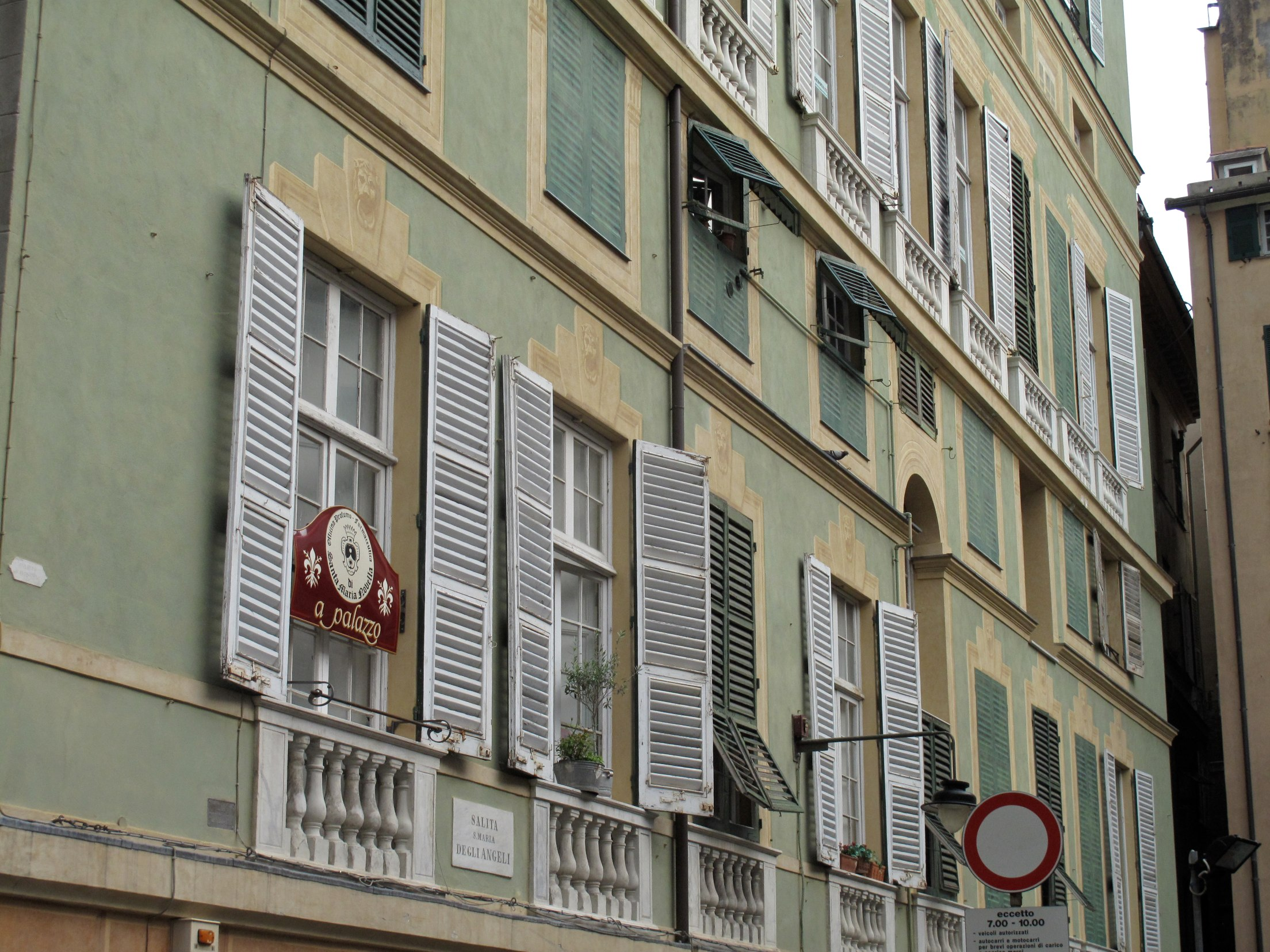
La facciata laterale
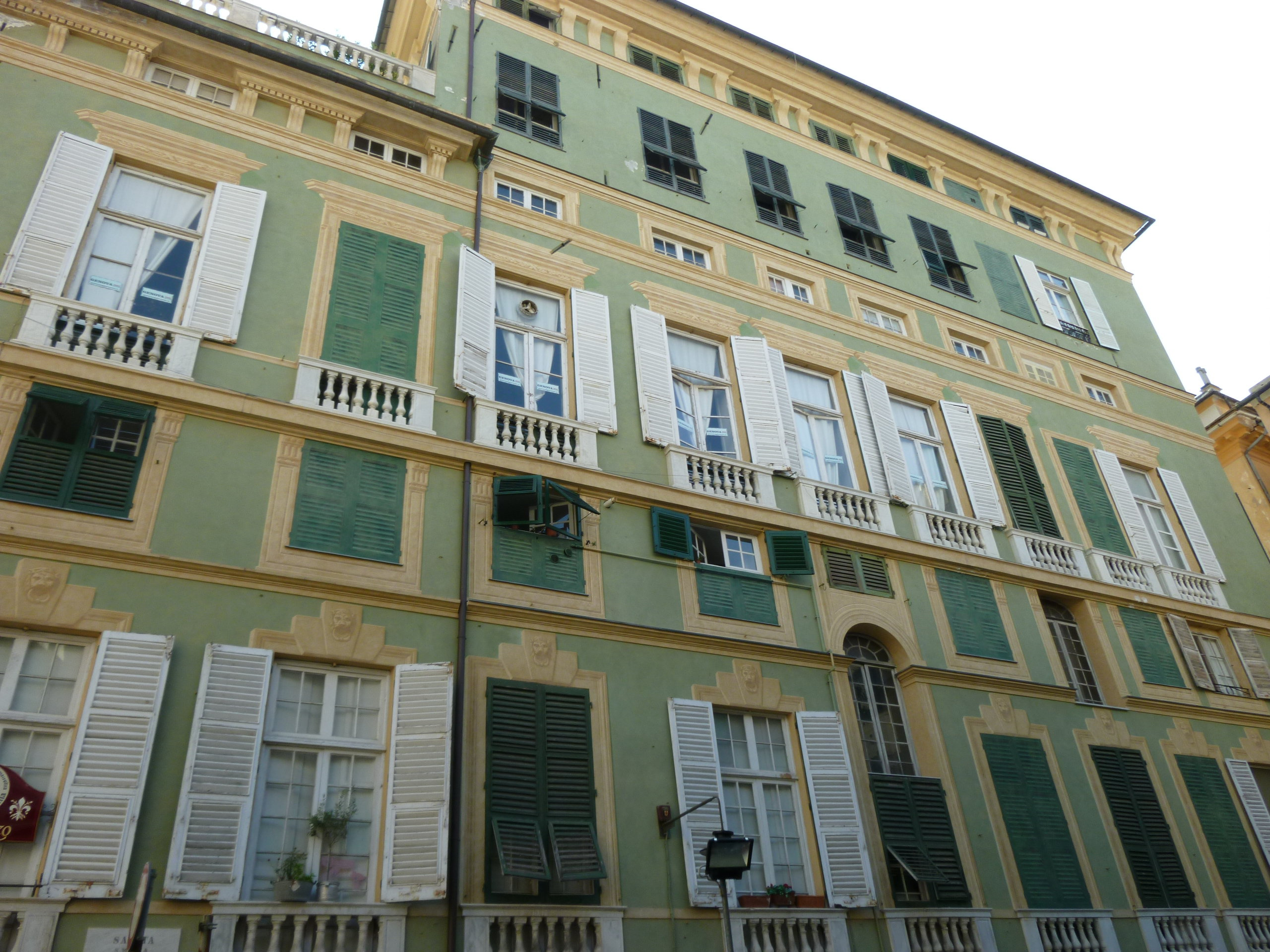
La facciata laterale
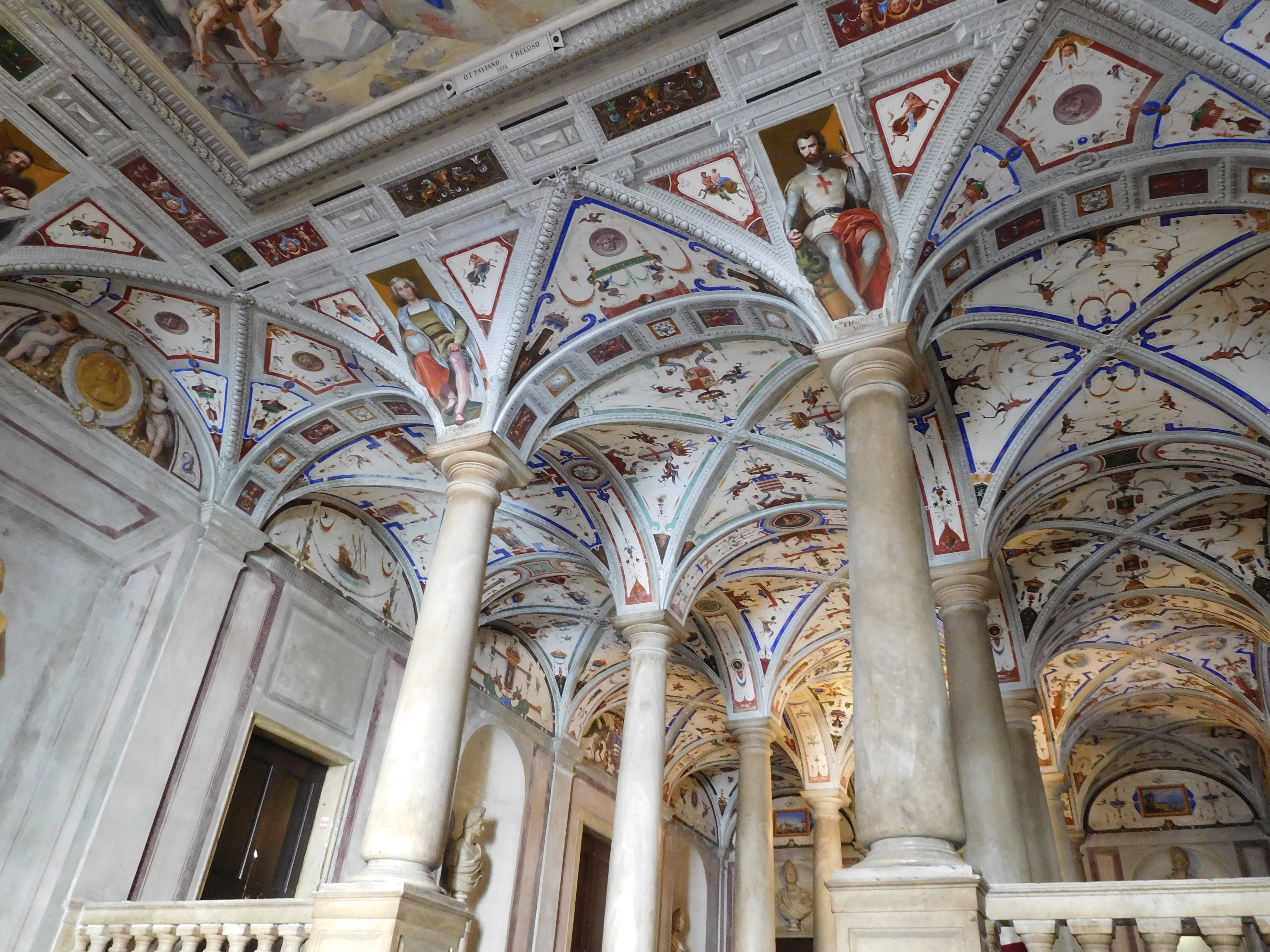
I sontuosi interni monumentali
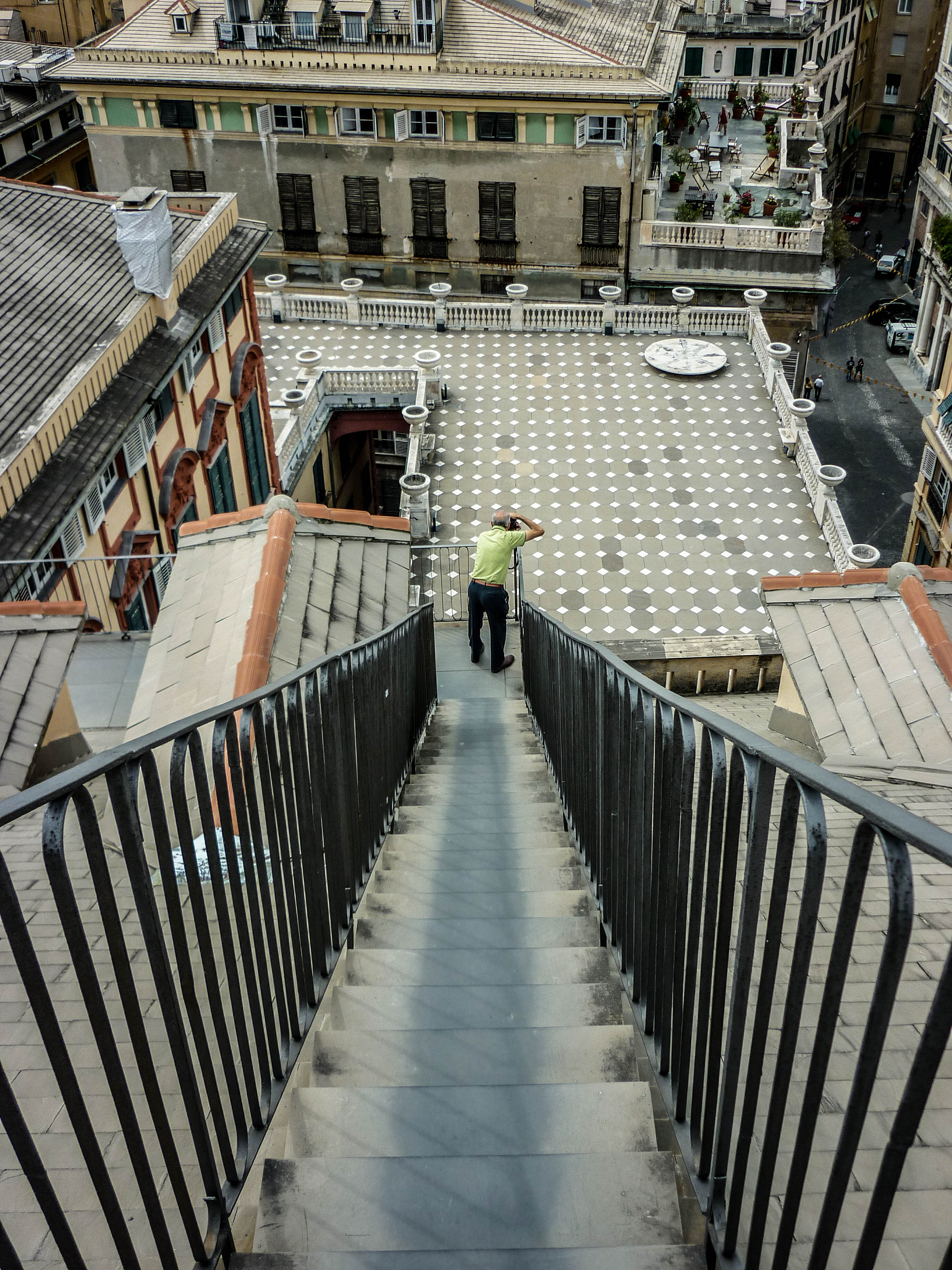
L'edificio visto dalla terrazza panoramica antistante